# حادثه ولا
حادثهٔ وِلا، برخی اوقات به نام فلاش آتلانتیک جنوبی نیز اشاره شده‌است؛ روشنایی یا «دوبار فلاش» ناشناخته‌ای بود که توسط ماهوارهٔ ولا در ۲۲ سپتامبر ۱۹۷۹ در نزدیکی جزایر پرنس ادوارد در جنوبگان، که بسیاری بر این عقیده هستند که منشأ هسته‌ای داشته‌است، کشف شد. شایع‌ترین نظریه در میان افرادی که معتقد بر منشأ هسته‌ای این فلاش بودند، این بود که این اتفاق نتیجهٔ آزمایش هسته‌ای مشترک اسراییل و آفریقای جنوبی بوده‌است. این موضوع تا به امروز مورد مباحثه قرار گرفته‌است.
در حالی‌که دو بار فلاش می‌توانسته مشخصهٔ آزمایش جنگ‌افزار هسته‌ای باشد، همچنین این سیگنال می‌توانسته سیگنال الکترونیکی جعلی تولید شده توسط یک آشکارساز فرسوده در ماهواره‌ای قدیمی نیز باشد.